# ارين براون (كاتب)
ارين براون (بالإنجليزية: Warren Brown)‏ هو رسام كارتون ومقدم تلفزيوني وكاتب أسترالي، ولد في 1965 في سيدني في أستراليا.